# Propoziție completivă indirectă
Propoziția completivă indirectă este o propoziție subordonată corespunzătoare în frază complementului indirect.

## Exemple
Vorbește ascultătorilor. (complement indirect)
Vorbește 1/(cui) ascultă. 2/ (completivă indirectă)

## Întrebări:
- Cui?

## Termeni regenți:
- verb personal: Contează 1/ (pe cine) va veni.2/
- locuțiune verbală: Nu și-a dat seama 1/ (ce) s-a întâmplat. 2/
- adjectiv: Îndemânarea este necesară 1/ (cui) repară. 2
- locuțiune adjectivală: Nu era în stare 1/ (să) scoată o vorbă. 2/
- adverb: El s-a mirat1/ unde a ajuns2/
- interjecție:  E vai  1/(de cine) nu ascultă. 2/, 
                      Bravo 1/(cui) câștigă. 2/         

## Elemente de relație
a. pronume relative: cine, care, ce, cât - Povestește 1/ (cui) îl ascultă. 2/
b. adjective pronominale relative: Este mândru  1/(de câte) rezultate a obținut. 2/
c. pronume nehotărâte: Se teme 1/ (de oricine) îl amenință. 2/
d. adjective pronominale nehotărâte: Dă premiul 1/ (oricărui) copil îl merită.  2/
e. pronume interogative: Se gândește1/ (la cine) va veni? 2/
f. adjective pronominale interogative: S-a întrebat 1/(la care) coleg va merge? 2/
g. adverbe relative: unde, cât, cum, când, încotro:  Nu mă dumiresc 1/ (unde) e. 2/
h. conjuncții subordonatoare: ca, să, ca să, dacă, de:  Nu mă mir 1/ (că) n-a reușit. 2/       
i. locuțiuni subordonatoare conjuncționale: cum ca, cum de:
       S-a mirat1/ (cum de) a rezistat. 2/
Nu are elemente corelative, nici elemente de relație specifice. Poate fi însă reluată sau anticipată în regentă prin pronume personal forma neaccentuată.

## Topica
-  postpusă:  Mă gândesc 1/ (ce) face. 2/
-  antepusă : (Despre ce) au discutat 1/nu m-am întrebat niciodată. 2/
-  intercalată: Gândindu-mă  1/ (la ce) a spus, 2/ am înțeles mesajul. 1/

## Punctuație
- Când este așezată după regentă nu se desparte prin virgulă.
- Antepusă, se desparte de obicei prin virgulă.